# NTNUI Volley
NTNUI Volley est un club norvégien de volley-ball fondé en 1996 et basé à Trondheim, évoluant pour la saison 2017-2018 en Mizunoligaen.

## Palmarès
- Championnat de Norvège
  - Finaliste :  2002, 2003, 2005.

## Effectifs

### Saison 2019-2020
| No                                              | Nom                                             | Date de naissance                               | Taille                         | Poids                          | Poste                          |
| ----------------------------------------------- | ----------------------------------------------- | ----------------------------------------------- | ------------------------------ | ------------------------------ | ------------------------------ |
| 1                                               | Synnøve Gjertsås                                | 1er juillet 1999                                | 168                            |                                | Libero                         |
| 2                                               | Anette Hornnæs                                  | 14 avril 1999                                   | 166                            |                                | Passeuse                       |
| 3                                               | Marte-Guro Arnesen                              | 4 décembre 1989                                 | 180                            |                                | Attaquante                     |
| 4                                               | Marita Hestnes                                  | 18 janvier 1996                                 | 179                            |                                | Centrale                       |
| 6                                               | Marte Gjerde Buset                              | 21 novembre 1999                                | 173                            |                                | Réceptionneuse-attaquante      |
| 7                                               | Anne-Line Berg Korneliussen                     | 15 août 1995                                    | 179                            |                                | Centrale                       |
| 9                                               | Kine Gjertsås                                   | 27 janvier 1998                                 | 168                            |                                | Passeuse                       |
| 10                                              | Julie Caroline Sæter                            | 21 décembre 1992                                | 169                            |                                | Réceptionneuse-attaquante      |
| 11                                              | Thea Hestnes                                    | 12 janvier 2000                                 | 181                            | 75                             | Attaquante                     |
| 12                                              | Silje Holand                                    | 13 mars 1998                                    | 180                            |                                | Réceptionneuse-attaquante      |
| 13                                              | Mona Langeng Hammerås                           | 30 septembre 1991                               | 180                            |                                | Centrale                       |
| 14                                              | Lena Nore                                       | 12 janvier 2000                                 | 181                            |                                | Centrale                       |
| 15                                              | Tora Føyen                                      | 29 mai 1998                                     | 168                            |                                | Réceptionneuse-attaquante      |
|                                                 |                                                 |                                                 |                                |                                |                                |
| Encadrement technique                           | Encadrement technique                           |                                                 | Légende                        | Légende                        | Légende                        |
| Entraîneur : Herman Palm Hunnestad              | Entraîneur : Herman Palm Hunnestad              | Entraîneur : Herman Palm Hunnestad              | : Capitaine                    | : Capitaine                    | : Capitaine                    |
| Entraîneur(s) adjoint(s) : Eirik Palm Hunnestad | Entraîneur(s) adjoint(s) : Eirik Palm Hunnestad | Entraîneur(s) adjoint(s) : Eirik Palm Hunnestad | : Joueuse blessée actuellement | : Joueuse blessée actuellement | : Joueuse blessée actuellement |